# Amata creobota
Amata creobota là một loài bướm đêm thuộc phân họ Arctiinae, họ Erebidae.